# Mazon
Mazon é uma vila localizada no estado americano de Illinois, no Condado de Grundy.

## Demografia
Segundo o censo americano de 2000, a sua população era de 904 habitantes.
Em 2006, foi estimada uma população de 933, um aumento de 29 (3.2%).

## Geografia
De acordo com o United States Census Bureau tem uma área de
1,5 km², dos quais 1,5 km² cobertos por terra e 0,0 km² cobertos por água. Mazon localiza-se a aproximadamente 179 m acima do nível do mar.

## Localidades na vizinhança
O diagrama seguinte representa as localidades num raio de 16 km ao redor de Mazon.